# Der Fluch der Sphinx
Der Fluch der Sphinx (Originaltitel: Sphinx) ist ein US-amerikanischer Abenteuerfilm aus dem Jahr 1981. Es ist eine Literaturverfilmung des 1979 erschienenen Romans Sphinx von Robin Cook.

## Handlung
Theben im Jahr 1301 v. Chr.: Im Tal der Könige plündern einige Grabräuber ein Grab und werden von Mernephtah, dem königlichen Architekten, und dessen Männern gefangen genommen. Sie werden zum Tode durch Vierteilen verurteilt. Dabei kommt Mernephtah auf eine Idee, wie er seine Gräber besser schützen kann.
In der Gegenwart liest die Ägyptologin Erica Baron die alten Aufzeichnungen des Forschers Howard Carter, wie er einst dieselben Gräber entdeckte. Sein Begleiter Lord Carnarvon, starb vier Monate später, ebenso wie 21 andere Begleiter der Expedition. Um mehr über Mernephtah herauszufinden, sucht sie in Kairo den Archäologen Abdu-Hamdi auf. Er kann ihr gerade noch eine alte wertvolle Statue von Seti I. zeigen, bevor er von unbekannten Männern getötet wird. Kurz vor seinem Tod konnte er sie noch bitten, wenn sie nach Luxor reist, seinem Sohn Tewfik ein Buch zu übergeben. Bevor dieselben Männer sie ebenfalls töten können, wird sie von Yvon Mageot, der sich als Journalist ausgibt, gerettet. Erica glaubt, dass Stephanos Markoulis Abdu-Hamdi hat töten lassen. Mageot bittet sie, nicht zur Polizei zu gehen, sondern bei der Suche nach der Statue zu helfen.
Später trifft sie in ihrem Hotelzimmer auf Akmed Khazzan, den Direktor des Ministeriums für Antiquitäten der Ägyptischen Republik. Dieser beauftragt später Gamal, sie zu verfolgen. Er folgt ihr bei ihrer Reise zur Sphinx. Dabei wird sie auch noch von einem zweiten Mann verfolgt, der auf sie schießt und dabei Gamal tötet, der sich schützend auf sie geworfen hat. Sie wird von der Armee festgenommen und fast von einem Offizier vergewaltigt. Khazzan rettet sie davor und erfährt von ihr, dass sie nicht wisse, warum sie getötet werden soll. Sie will nur noch das Land verlassen.
Khazzan hilft ihr, indem er ihr Flugtickets überreicht. Doch als sie abends in dem Buch von Abdu-Hamdi blättert, entdeckt sie einen an Tewfik adressierten Brief, in dem steht, dass nichts so ist, wie es scheint. Das genügt für sie, um Tewfik in Luxor aufzusuchen. Doch dieser ist ihr gegenüber abweisend und möchte nicht reden. Da sie Khazzan unterrichtet, erwartet er sie bereits in Luxor. Er erzählt von seiner Jugend, die er teilweise in den Ruinen verbrachte, und führt sie durch all die alten Stätten. Abends küsst er sie, und sie verbringen die Nacht miteinander.
Am nächsten Morgen versucht sie anschließend Sarwat Raman aufzusuchen, den einstigen Vorarbeiter von Carters Expedition. Da er allerdings verstorben ist, sucht sie dessen Witwe auf und erhält eine alte Papyrusrolle, die sie fotografiert und später im Hotel übersetzt. Es handelt sich um einen alten Tagebucheintrag Mernephtahs, in dem er schreibt, wie er auf die Idee kam, die Reichtümer seiner entworfenen Gräber besser zu schützen.
Sie ruft Khazzan an und erzählt ihm davon. Allerdings wolle sie vorher noch etwas überprüfen. Da sie erneut von zwielichtigen Gestalten verfolgt wird, bittet sie Yvon, der sich zufälligerweise im selben Hotel aufhält, diese abzulenken, damit sie hinaus zu den Gräbern fahren kann. Dort angekommen, wird sie gefangen genommen, eine Treppe hinuntergestoßen und eingesperrt. Sie räumt eine Mauer weg und kann sich aus dem Gefängnis befreien. Sie läuft zurück ins Tal und versteckt sich vor den bewaffneten Wachen. Dabei entdeckt sie ein altes Tunnelsystem, welches sie zu einer riesigen, mit Gold gefüllten unterirdischen Schatzkammer führt.
Zurück in ihrem Hotel, wird sie erneut von Markoulis verfolgt. Sie glaubt von Yvon gerettet zu werden. Doch es stellt sich heraus, dass Markoulis von Yvon bezahlt wurde, um herauszufinden, wo die Statue ist. Yvon tötete zuvor Mewfik und will von Erica erfahren, was sie weiß. Markoulis wird getötet, und sie kann erfolgreich aus dem Hotel zu Khazzan fliehen. Doch aus dem Hintergrund erscheinen plötzlich die Männer, die sie zuvor im Grab eingesperrt hatten. Es kommt zu einer Schießerei zwischen Yvons Leuten und den ominösen anderen Männern, bei der Erica erneut fliehen kann. Sie eilt zur Schatzkammer, wo sie bereits Khazzan vorfindet, der ihr von seiner Familiengeschichte erzählt und wie sich diese seit ewigen Zeiten bemüht, all die Reichtümer aus den Gräbern zu stehlen und in der Schatzkammer zu verstauen.
Sie bittet, mit ihm aus dem Land zu verschwinden. Doch er lässt stattdessen die Kammer einstürzen und wird von den herabstürzenden Trümmern erschlagen. Voller Trauer verlässt Erica die Grabstätte und lässt eine reichlich gefüllte Schatzkammer zurück.

## Kritik
„Dieser Film ist eine Peinlichkeit“, meinte das Variety-Magazin, denn auch der „ruhige und nüchterne Stil“ von Schaffner könne den Film „im Angesichte der vielen Unwahrscheinlichkeiten“ nicht retten.
Das Lexikon des internationalen Films meinte: „Unentschlossene Mischung zwischen Kriminal- und Gruselfilm, die bei allem pompösen Aufwand und ausgestellten kulturellen Reichtum recht kraftlos bleibt.“
Tom Buckley kommentierte in der New York Times: „Wie sich herausstellt, wirkt der Fluch der Pharaonen am stärksten auf diejenigen, die Filme darüber machen, wie Frank Langella erfahren musste, nachdem er von Kritikern nach der New Yorker Premiere nicht gerade mit Begeisterung aufgenommen worden war.“ Vincent Canby meinte, ebenfalls in der New York Times, dazu: „Zusammen haben Schaffner und Byrum einen möglicherweise richtig absurden archäologischen Abenteuerfilm effektiv zerstört.“ Die Schauspieler „sind schrecklich“, und der Film „ergebe nie einen Sinn“.

## Hintergrund
Über drei Monate lang wurde an Originalschauplätzen in Ägypten gefilmt, dabei wurde der Dreh von Regierungszensoren begleitet, um sicherzustellen, dass Ägypter in einem positiven Licht dargestellt werden. Viele der positiv von den Zensoren wahrgenommenen Szenen wurden allerdings nicht für den Film benutzt. Insgesamt war der Rohschnitt des Films etwas mehr als viereinhalb Stunden lang.
Die von Langella gespielte Rolle des Khazzan wurde ursprünglich Rutger Hauer angeboten. Der lehnte sie zugunsten seine Rolle in Nachtfalken ab.
Der Film startete am 13. Februar 1981 in den US-Kinos und konnte dort etwas mehr als 2 Mio. US-Dollar einspielen. In Deutschland startete der Film am 10. September 1981 in den Kinos. Der Film ist als deutschsprachige VHS-Cassette erhältlich.